# Джалильабадский район
Джалильаба́дский райо́н (азерб. Cəlilabad rayonu) — район на юго-востоке Азербайджана. Центр — город Джалильабад.

## Этимология
Название района происходит от названия районного центра, города Джалильабад. Сам же топоним Джалильабад происходит от личного имени Джалил и окончания — абад, характеризующего населённый пункт. Топоним именуется в честь писателя Джалила Мамедкулизаде.

## История
8 августа 1930 года образован Астрахан-Базарский район. 26 мая 1964 года район упразднён. Его территория передана Пушкинскому району. 6 января 1965 года восстановлен.
5 июня 1967 года Астрахан-Базарский район был переименован в Джалилабадский.
В районе находятся два города (Джалильабад и Гёйтепе), посёлок Новоколовка, 119 сёл, включая Астанлы, Аликасымлы, Чинар, Эдиша, Команлы, Привольное и Новоголовку.

## География
Район граничит на севере с Билясуварским, на востоке с Нефтечалинским, на юго-востоке с Масаллинским, на юге с Ярдымлинским районами, на западе с Ираном.
Рельеф района преимущественно низменный. Район располагается на территории Муганской равнины и Ленкоранской низменности. В восточной части Джалильабадского района есть участки ниже уровня моря. На юго-западе рельеф гористый. Высота вершин не превышает 1000 метров. Низменность состоит из антропогенных, горы — из палеогенных и неогенных отложений. На территории Джалильабадского района распространены аллювиальные луговые, бурые горнолесные и каштановые почвы.
Растения — степные, полупустынные и горно-ксерофитные. Площадь лесов составляет 17,2 тысяч гектар (2011).
Из животных на территории района обитают кабаны, сони-полчки, песчанки, волки, лисы. Распространены зимовки стрепетов и дроф.
Климат умеренный жаркий, сухой степной, полупустынный. Лето часто засушливое. Средняя температура в январе колеблется от 1 до 3°С, в июле от 25 до 30°С. Среднегодовой уровень осадков — 400—600 мм. Большинство рек периодически высыхают, в том числе Омшаринка (Амшира), Геоктепе, Инчачай. Крупнейшая река района, Болгарчай, протекает на границе с Ираном. Водой для сельского хозяйства район обеспечивают Инчачайское водохранилище и канал имени Азизбекова.

## Население
| Численность населения | Численность населения | Численность населения | Численность населения | Численность населения | Численность населения | Численность населения | Численность населения | Численность населения | Численность населения | Численность населения | Численность населения |
| 1939                  | 1959                  | 1970                  | 1979                  | 1987                  | 1989                  | 1991                  | 1999                  | 2009                  | 2013                  | 2014                  | 2018                  |
| --------------------- | --------------------- | --------------------- | --------------------- | --------------------- | --------------------- | --------------------- | --------------------- | --------------------- | --------------------- | --------------------- | --------------------- |
| 57 395                | ↗57 479               | ↗84 380               | ↗106 304              | ↗130 100              | ↗132 306              | ↗134 600              | ↗169 960              | ↗192 320              | ↗200 200              | ↗205 600              | ↗219 500              |

В 1987 году плотность населения составила 90,3 человек на км². В 2013 году эта цифра составила 137 человек на км². На 2013 год 70,4 % населения проживает в сёлах.

## Экономика
В период СССР на территории района было развито сельское хозяйство, увеличены обороты животноводства и хлеборобства. Район стал крупнейшим производителем винограда в республике. В 1986 году в районе работали 39 совхозов. На 1986 год количество пригодных земель составляло 93,1 тысячи гектар. Из них 23,7 тысячи гектар пахотных земель, 20,6 тысяч гектар земель, выделенных под многолетние растения, 400 гектар рекреационных земель, 13,5 тысяч гектар, выделенных под сенокос, 34,9 тысячи гектар пастбищ.
Из 23,7 тысяч гектар пахотных земель 83 % выделено под зерновые и зернобобовые культуры, 3 % под технические культуры, 1 % — под овощи и картофель, 13 % — под кормовые культуры. На 20,2 тысячах гектар выращивался виноград. В совхозах района содержались 46 тысяч голов крупного рогатого скота, 49 тысяч голов мелкого, 710 тысяч единиц птиц. В 1986 году хозяйствами района получено 209,3 тысячи тонн винограда.
Из сельскохозяйственных предприятий действовали объединения по выкормке крупного рогатого скота, птицефабрика, инкубаторная станция. В районе находились завод переработки винограда, молокозавод, хлебозавод, асфальтный и авторемонтный заводы, районный отдел треста «Азсельхозтехника», комбинат бытового обслуживания, цеха по производству ковров и строительных материалов.
Район принадлежит к Ленкорань-Астаринскому экономическому району. Остаётся преимущественно сельскохозяйственным. Процветает виноградарство животноводство, выращивание зерна и картофеля. На 2017 год пригодных для сельского хозяйства земель 97,4 тысяч гектар. Из них 65,5 тысяч пахотных земель, 983 гектара земель, выделенных под многолетние растения, 574 гектара рекреационных земель, 2,7 тысячи гектар земель, выделенных под сенокос, 9,9 тысяч гектар, выделенных под пастбища.
На 2017 год в хозяйствах числится 99 391 голова крупного, 122 987 голов мелкого рогатого скота, 879 277 единиц птиц. В 2017 году в районе произведено 194 602 тонны зерна, 10 509 тонн бобовых, 1 000 тонн хлопка, 9 254 тонны сахарной свёклы, 1 414 тонн зёрен подсолнечника, 119 960 тонн картофеля, 2 018 тонн овощей, 7 705 тонн фруктов и ягод, 12 990 тонны винограда, 654 тонны бахчевых культур.
В районе действуют Государственная районная опытная станция, птицефабрика ОАО «Cəlilabad-broyler». Действуют кирпичный завод ОАО «Komanlı-kərpic», авторемонтный завод «Göytəpə-avtotəmir», хлебопекарские, ткацкие и ковроткацкие цеха ООО «Avanqard», цеха по производству мебели, проволоки и железобетонных конструкций ООО «Dalğa-94», овощеконсервный завод ООО «Kristal», винный завод ООО «Frenç-Vinyard», мебельная фабрика «Ruslan», кондитерские цехи, мукомольные мельницы, завод бетонных плит, предприятия по переработке виноградного сырья, 2 асфальтных завода.

## Инфраструктура
Через район проходит автодорога Баку — Астара, и одноимённая железная дорога.
На 2017 год в районе действуют 33 АТС и 27 почтовых отделений.

## Образование
На 2013 год действует 18 дошкольных учреждений, 125 средних общеобразовательных школ, 2 профессиональных училища, техникум, музыкальная школа, школа искусств, филиал Азербайджанского педагогического университета, 18 домов культуры, 2 музея, картинная галерея, шахматная и спортивная школы, стадион, 94 библиотеки.

## Здравоохранение
Действует 9 больниц на 365 коек, 37 врачебных амбулаторий, центр эпидемиологии и гигиены, туберкулёзный и кожно-венерологический диспансер. На 2013 год в медучреждениях района работало 276 врачей, 802 средних медицинских работника.

## Достопримечательности
В Джалильабадском районе расположено 50 памятников истории и археологии. Среди них поселения Аликомтепе и Мишарчай периода энеолита, поселение Гурудара IV тысячелетия до нашей эры, курганы Еддитепе эпохи бронзы, поселение Джинлитепе III тысячелетия до нашей эры, остатки древних городов Муган и Баджираван, павильон Казани, Баджир Паджра, Бахира, зороастрийские хижины.
В районе расположены древние поселения Аликомек-тепе (энеолит) и Фатих-тепе (4 тысячелетие до н. э.) в селе Учтепе; древнее поселение Олю-тепе (энеолит) в селе Алар; древнее поселение Кыз-тепе (2 тысячелетие до н. э.) в селе Текля; древнее поселение Худу-тепе (энеолит) в селе Джелаир; древнее поселение Мишарчай (энеолит и железный век) и баня (XIX век) в городе Джалильабад; некрополь (железный и бронзовый века) и курган Казачи (железный век) в селе Узунтепе; курганы в селе Привольное (бронзовый век); курганы (бронзовый век) и древнее поселение (6 тысячелетие до н. э.) в городе Геоктепе.

## Спорт
Действует стадион на 2 750 мест, 110 спортивных сооружений, 7 комплексных спортивных сооружений, 23 школьных зала, 4 тира, шахматная школа, спортивный комплекс, отвечающий международным стандартам.

## Региональные СМИ
С 1932 года издаётся общественно-политическая газета «Yeni gun» («Новый день») (до 1962 года — «Сосиализм тарлачысы» («Полевод социализма»), в 1962—1966 годах — «Мехсул» («Урожай»), в 1965—1991 годах — «Тахылчы» («Хлебороб»)).
В 1964 году начато вещание местной радиостанции.
Действует новостной портал «kanal15.az».

## Фотогалерея

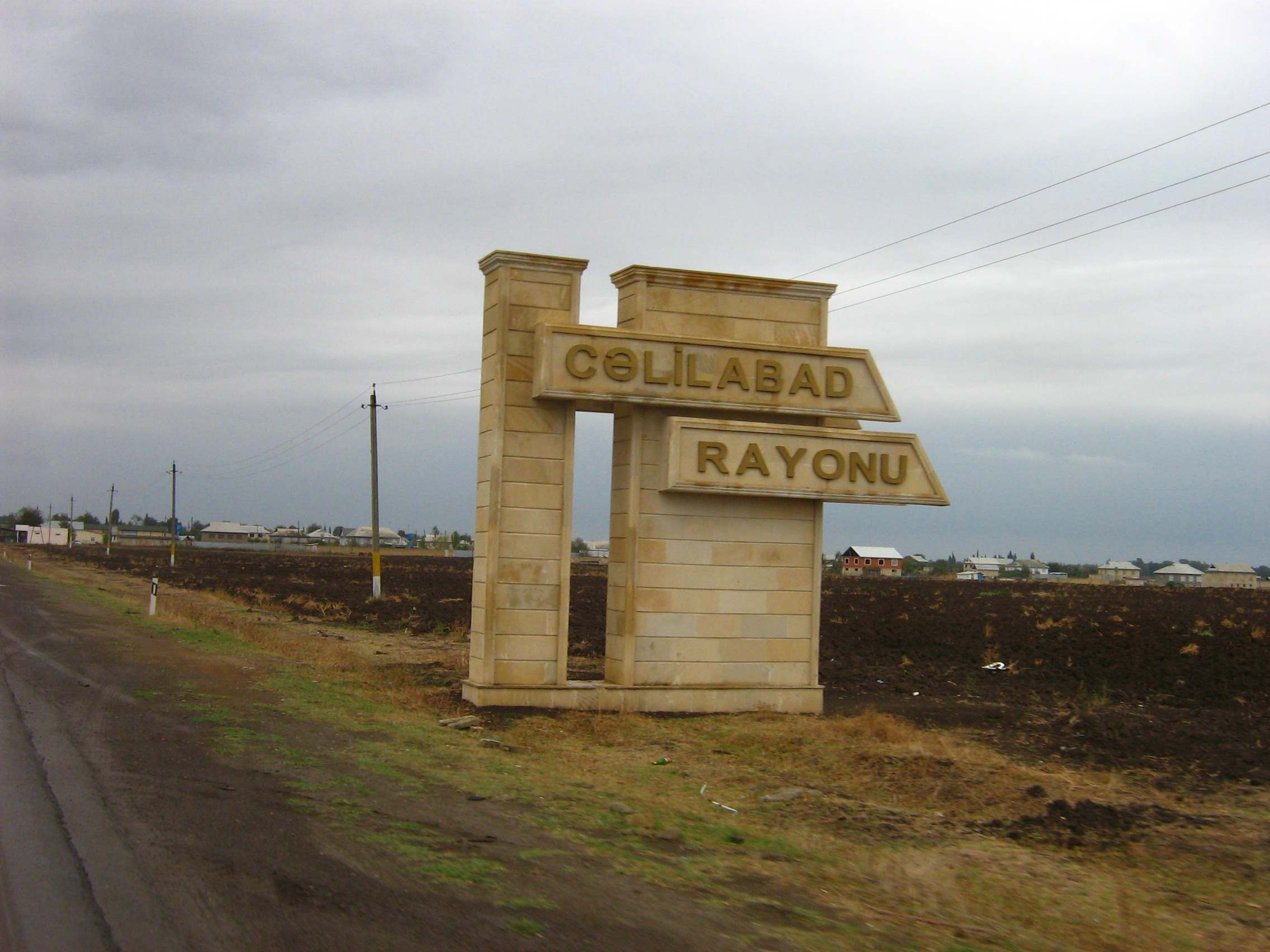
Дорожный знак на въезде в Джалильабадский район